# George Heermann

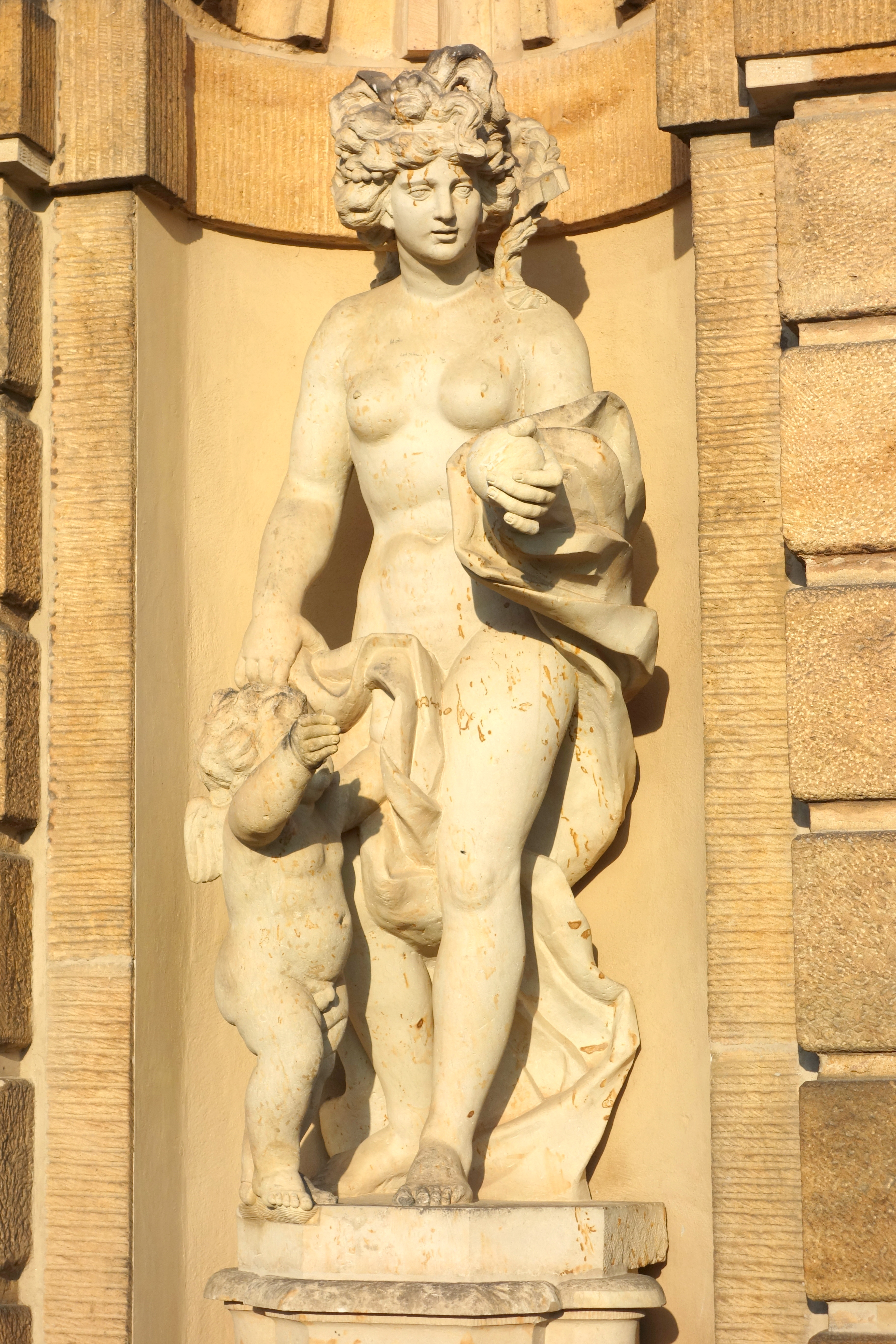
Statue der Venus aus dem Urteil des Paris an der Fassade des Palais im Großen Garten - Dresden (1679–1683)

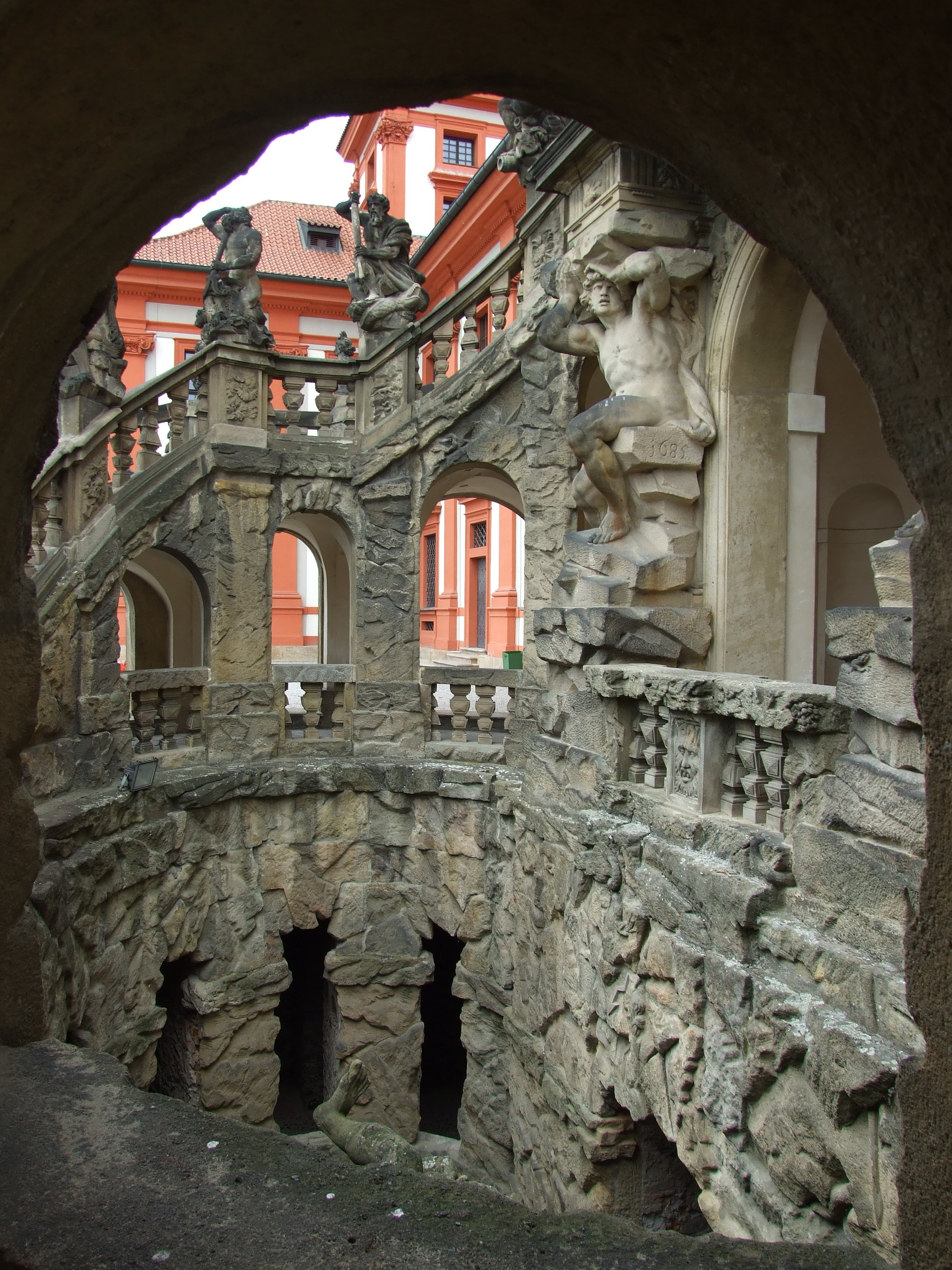
Gartentreppe von Schloss Troja bei Prag (ab 1683)

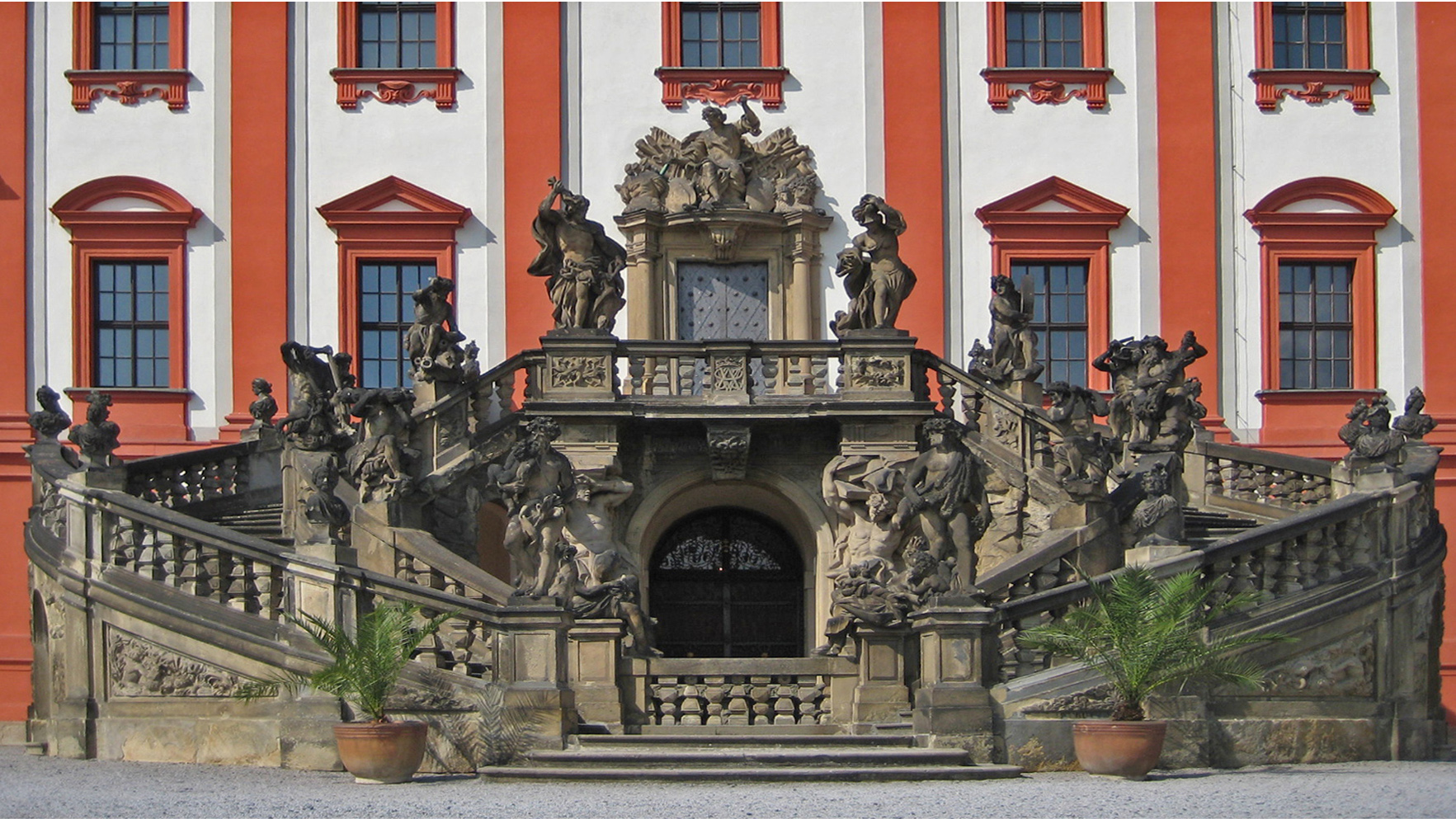
Skulpturen an der Freitreppe vom Schloss Troja bei Prag

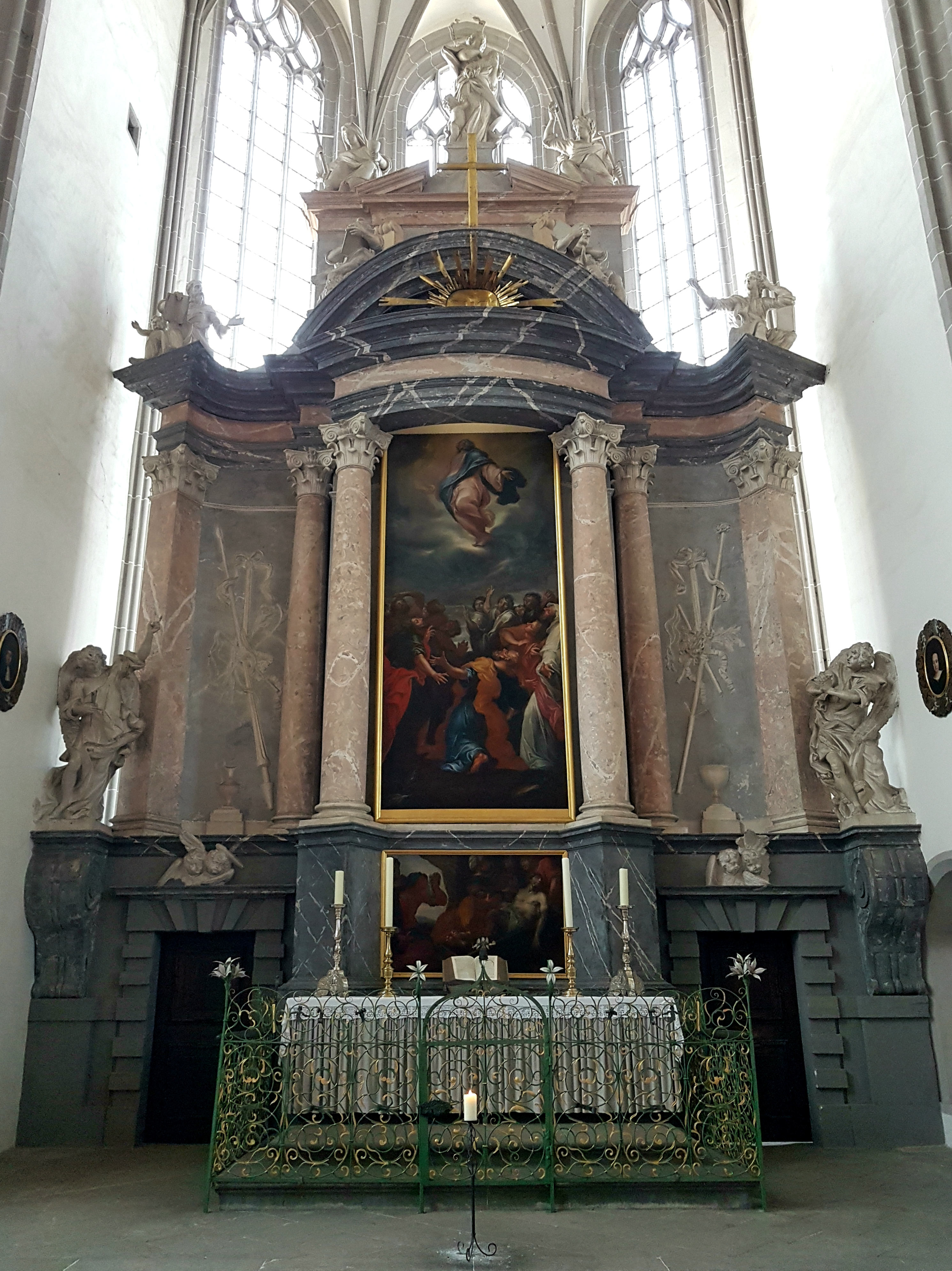
Hochaltar von St. Peter und Paul in Görlitz

George Heermann (* um 1640 in Weigmannsdorf bei Lichtenberg; † nach 1700 in Dresden) war ein deutscher Bildhauer, Bildschnitzer, Architekt und sächsischer Hofbildhauer.

## Leben
Über seine Jugendzeit ist bekannt, dass er bei Johann Böhme bzw. seinem Sohn im erzgebirgischen Schneeberg und vielleicht bei der Familie Walther in Dresden seine bildhauerische Ausbildung erhielt.
Im Anschluss begab er sich zehn Jahre auf Wanderschaft nach Italien. Dort hat er bei den italienischen Bildhauermeistern Gian Lorenzo Bernini und Francesco Borromini sein künstlerisches Können erweitert.
Im Jahr 1679 kehrte er nach Sachsen zurück und arbeitete für den kurfürstlichen Hof in der Residenzstadt Dresden. Zunächst war er unter dem Direktor des kursächsischen Bauwesens Wolf Caspar von Klengel am Palais im Großen Garten tätig, wo er in Zusammenarbeit mit der ebenfalls neu gegründeten Werkstatt des Jeremias Süßner vor allem Teile des reichen Bauschmuck der Außenfassaden schuf. Seine bildhauerischen und künstlerischen Fähigkeiten sorgten am sächsischen Hof für Anerkennung und im Jahr 1689 zur Ernennung zum Hofbildhauer.
Auch als Architekt trat Heermann im Jahr 1683 beim Dresdner Rat in Erscheinung und legte Pläne für eine neue Frauenkirche als Gegenstück zur Kreuzkirche und Pläne für die Neugestaltung und Bebauung des Neumarktes vor.
1683 verließ er zeitweilig Dresden und fertigte einen Teil der Sandsteinfiguren an für die berühmte Freitreppe am Schloss Troja bei Prag.
Er schuf vier Sandsteinfiguren der Evangelisten für das Wasserschloss in Linz bei Schönfeld im Meißner Land. Das Schloss Linz wurde im Frühjahr 1948 im Rahmen der Bodenreform (SMAD-Befehl Nr. 209) gesprengt und beseitigt.
Für die im Krieg 1691 abgebrannte Stadtpfarrkirche St. Peter und Paul in Görlitz fertigte er einen neuen Orgelprospekt und den neuen Altar an. Als letztes größeres Werk ist das Doppelepitaph für Hans Adam von Schöning und dessen Gattin, geborene von Pöllnitz, in Tamsel bei Küstrin belegt.

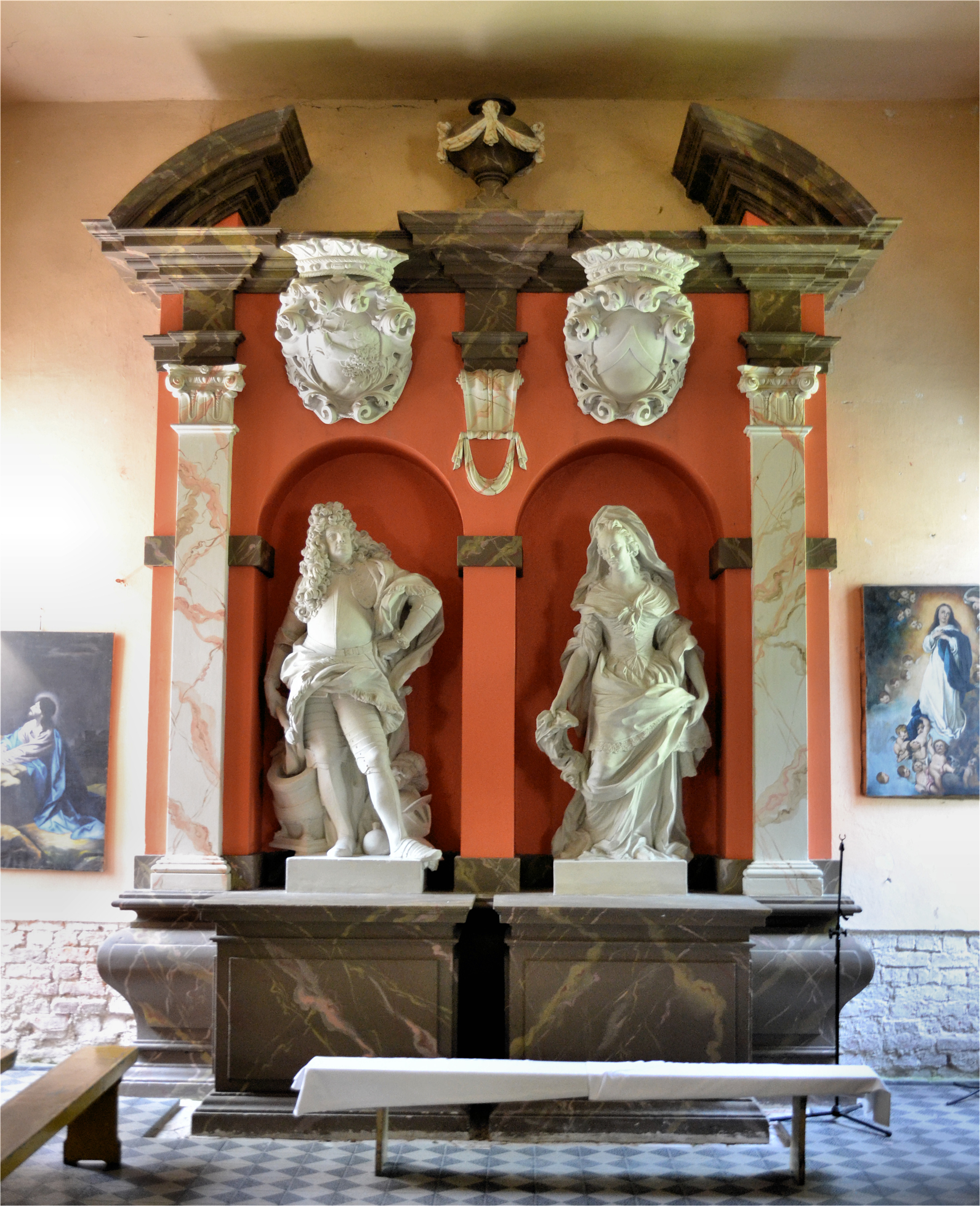
Epitaph für Hans Adam von Schöning und Frau in Tamsel

George Heermann leitete durch seine umfassende Kenntnis zeitgenössischer Plastik in Italien die Hochbarockzeit in Sachsen ein. Er starb bald nach 1700 in Dresden.

## Werke (Auswahl)
- 1679–1683: Ensemble Das Urteil des Paris in den Seitenfassaden des Erdgeschosses des Palais im Großen Garten in Dresden, sowie Venus mit Amorknaben auf der Südfassade, zwei Portalmasken über den Erdgeschossportalen der Hauptfassaden.
- 1683–1695: Sandsteinfiguren Zeus, Athene, Nike, Kronos, Dionysos, Herakles, Hephäst, Ares, Poseidon, Hades, Apollon, Hermes, Prometheus, Artemis und Demeter für die Freitreppe am Schloss Troja bei Prag
- 1692–1695: Figuren der Glauben, die Liebe und die Hoffnung für den Altar der Stadtpfarrkirche St. Peter und Paul in Görlitz
- 1695–1700: vier Sandsteinfiguren der Evangelisten Matthäus, Markus, Lukas und Johannes für das  Wasserschloss Linz in Sachsen.
- Epitaph für Hans Adam von Schöning und dessen Gattin, geborene von Pöllnitz, in Tamsel bei Küstrin.